# Giovanna Bemporad
Pour les articles homonymes, voir Bemporad.
Giovanna Bemporad (Ferrare, 16 novembre 1928 - Rome, 6 janvier 2013) est une poétesse et traductrice italienne contemporaine.

## Biographie
En 1948 fut publié son premier livre, Esercizi (réédité en 1980 par Garzanti). Elle gagne trois prix : le Vallombrosa, le Stresa et l'Elea.
Elle a traduit l' Iliade et l' Odyssée en italien. Publiée en 1990 et rééditée en 1992, sa traduction gagne le Prix national pour les traductions littéraires, du Ministère pour les Biens et les Activités culturels italien.
Elle a aussi traduit d'autres auteurs classiques, dont les symbolistes français Charles Baudelaire, Paul Verlaine, Stéphane Mallarmé et Paul Valéry, ainsi que des allemands, de Hölderlin à Rainer Maria Rilke et Hugo von Hofmannsthal.
En 2004 sort Lettere di Camillo Sbarbaro e Giovanna Bemporad (1952-1964), aux éditions Archivi del '900.
Sa traduction depuis l'hébreu du Cantique des cantiques a été publiée en 2006 par l'éditeur Marcelliana.
Enzo Siciliano, le biographe de Pier Paolo Pasolini, travaillait sur une biographie de Giovanna Bemporad lors de sa mort en juin 2006.

## Crédits
- (it) Cet article est partiellement ou en totalité issu de l’article de Wikipédia en italien intitulé « Giovanna Bemporad » (voir la liste des auteurs).